# Lukács Sándor (politikus)
Lukács Sándor (Magyarhomorog, 1823. május 23. – Bisanos, Franciaország, 1854. június 8.) ügyvéd, kormánybiztos, országgyűlési képviselő.

## Pályafutása
Az erdélyi örmény nemesi Lukács  család leszármazottja. 
Jogi tanulmányai befejeztével ügyvéd lett Győrben, a márciusi ifjak egyike volt. Zichy Ottó titkáraként dolgozott. Az 1848-as népképviseleti országgyűlésen Győr radikális képviselője volt. 1848. szeptember 20-án Győr kormánybiztosává nevezték ki. Az újoncok toborzásában, valamint felszerelésében nagy szerepet játszott. 1849. január 9-én Nagyváradra küldték, és rábízták a hadsereg felszerelési biztosságát is. A szabadságharc bukása után Hamburgba menekült, emigrált, közben távollétében halálra ítélték. Először Észak-Amerikában az Ohióban élt, 1853 augusztusában betegen visszatért Európába, és Franciaország déli részén telepedett le.